# 와키소구

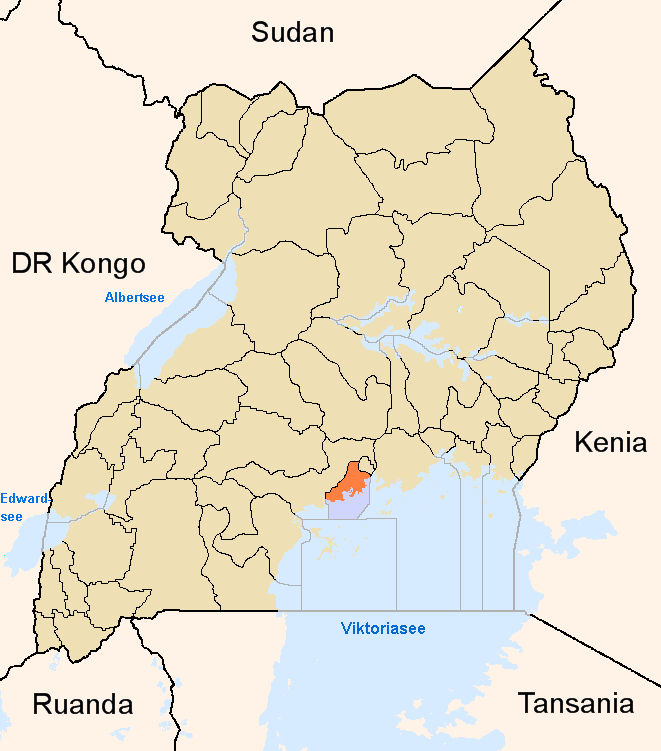
와키소 구의 위치

와키소구(Wakiso)는 우간다 남부에 위치한 구로, 행정 중심지는 와키소이며 면적은 2,704km2, 인구는 957,300명(2002년 인구 조사 기준)이다. 구 남부에는 엔테베가 있다.
행정 구역상으로는 중부 주에 속하며 2개 군(키아돈도 군, 부시로 군)을 관할한다. 북쪽으로는 나카세케 구와 루웨로 구, 동쪽으로는 무코노 구, 남서쪽으로는 음피기 구, 북서쪽으로는 미티아나 구, 남쪽으로는 빅토리아호, 칼랑갈라 구와 접한다.

## 인구
| 연도 | 인구    | ±% |
| ---- | ------- | -- |
| 1991 | 562,887 | —  |

| 연도 | 인구    | ±%     |
| ---- | ------- | ------ |
| 2002 | 907,988 | +61.3% |

| 연도 | 인구      | ±%      |
| ---- | --------- | ------- |
| 2014 | 2,007,700 | +121.1% |

## 같이 보기
- 우간다의 행정 구역
- 빅토리아호